# Hans Stuhlmacher

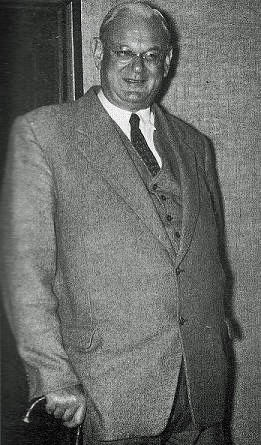
Hans Stuhlmacher

Hans Albert Alexander Louis Carl Stuhlmacher (* 16. Mai 1892 in Lüneburg; † 26. Februar 1962 in Walsrode) war ein deutscher Pädagoge, Wehrmachtsoffizier und Heimatforscher.

## Leben und Wirken
Hans Stuhlmacher wurde am 16. Mai 1892 in Lüneburg als Sohn des Landgerichtskanzlisten Friedrich Stuhlmacher und dessen Frau Emma, geborene Ebbeke, geboren. Am 11. November 1915 heirateten er und Margarethe Klinkhardt. Das Ehepaar hatte einen Sohn (Hans Georg).
Ende 1940 wurde Hans Stuhlmacher zum zweiten Mal zur Wehrmacht einberufen. Ende 1943 wurde er im Rang eines Majors entlassen. Stuhlmacher war lange Jahre Rektor der höheren Knabenanstalt in Walsrode und Kreisheimatpfleger des damaligen Landkreises Fallingbostel. Kurz vor Herausgabe von Geschichte der Stadt Walsrode (September 1962) verstarb Stuhlmacher.

## Werke
- Chronik des Kreises Fallingbostel. Der Zeitabschnitt von 1866–1900. Gronemann, Walsrode 1926
- Das alte Amt Rethen 1669. Gronemann, Walsrode 1926
- Der Kreis Fallingbostel. Ein Heimatbuch des Kreises. Hrsg.: Kreisausschuß des Kreises Fallingbostel. Kunstdruck- u. Verlagsbüro Magdeburg, [Grünberg] 1935
- Die Heidmark. Engelhard, Hannover 1939
- Der Würger vom Lichtenmoor. Der Wolfstöter von Eilte, Hermann Gaatz, erzählt. Eilte, Kr. Fallingbostel, 1949
- Geschichte der Stadt Walsrode. Bearb. u. zusammengestellt im Auftrag der Stadtverwaltung. Stadtverwaltung, Walsrode [Rathaus] 1964
- Die Heidmark. Fotomechanischer Nachdruck der 1939 erschienenen 1. Auflage. Verlag Louis Scheling, Walsrode 1976

## Ehrungen / Auszeichnungen
- In Bad Fallingbostel gibt es eine Hans-Stuhlmacher-Straße.
- Eisernes Kreuz (1. und 2. Klasse, 1914)